# NGC 6105
NGC 6105 is een balkspiraalstelsel in het sterrenbeeld Noorderkroon. Het hemelobject werd op 1 juli 1880 ontdekt door de Franse astronoom Édouard Jean-Marie Stephan.

## Synoniemen
- MCG 6-36-13
- ZWG 196.23
- NPM1G +35.0367
- KUG 1615+350B
- PGC 57716